# Emmanuel Frimpong
Emmanuel Yaw Frimpong (Accra, 10 gennaio 1992) è un ex calciatore ghanese con cittadinanza inglese, di ruolo centrocampista.

## Carriera

### Club
Dopo aver svolto la trafila delle giovanili nell'Arsenal, nel 2010 viene aggregato alla rosa della prima squadra del club londinese con cui partecipa al precampionato svolto in Austria. Il 19 agosto 2010 durante un allenamento si infortuna al legamento crociato anteriore ed è costretto a uno stop di nove mesi. Circa un anno più tardi il giocatore debutta in campionato nella prima giornata contro il Newcastle, sostituendo Tomáš Rosický nella sfida del 13 agosto 2011 contro il Newcastle. Tre giorni dopo esordisce nelle coppe europee giocando l'andata dei play-off della Champions League contro l'Udinese, sostituendo Rosický anche in questo caso. Il 20 agosto 2011 parte titolare per la prima volta contro il Liverpool, salvo essere espulso al 69' minuto per doppia ammonizione.

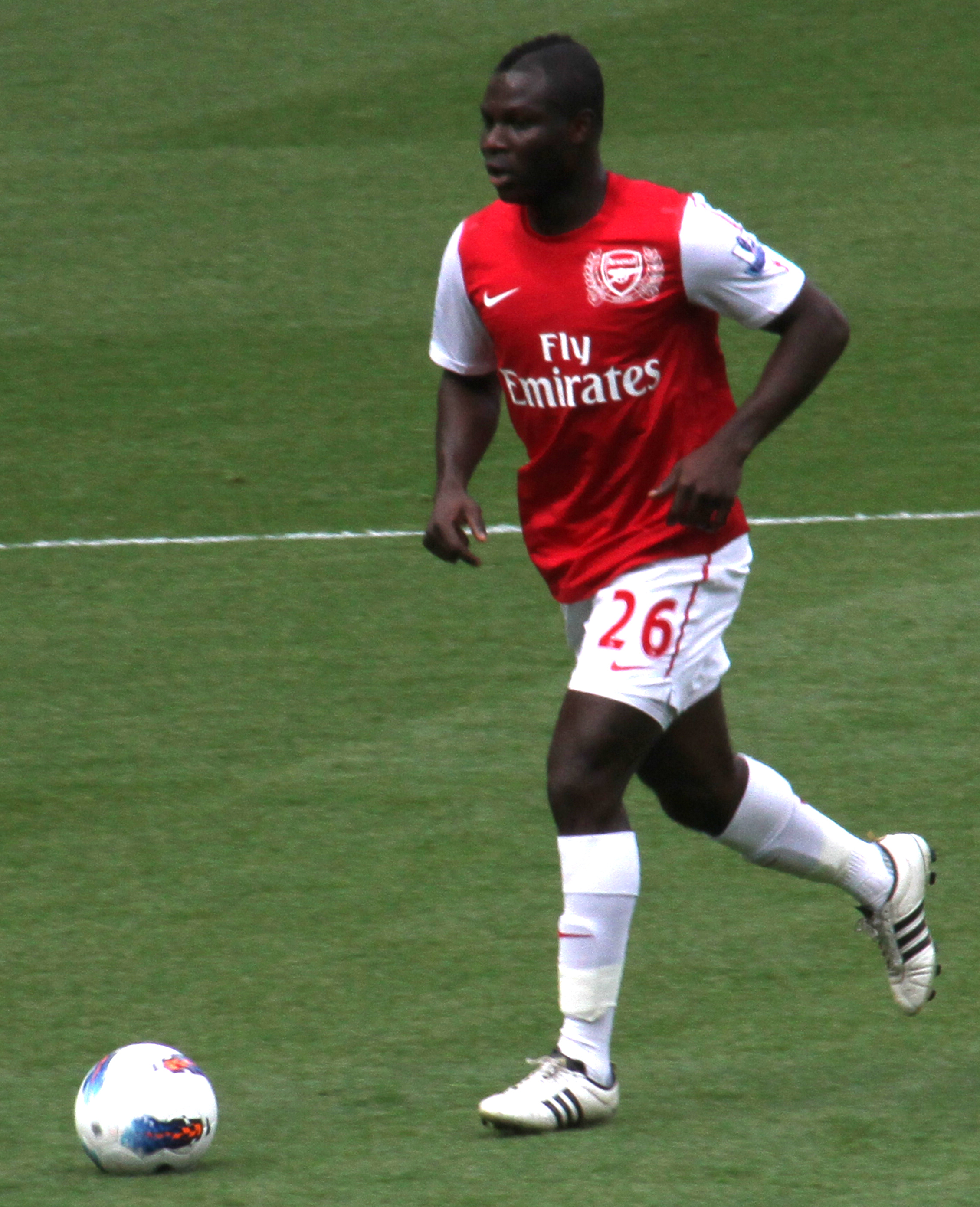
Con la maglia dell'Arsenal

Nel gennaio 2012 viene girato in prestito al Wolverhampton fino al termine del campionato. Con i Wolves può collezionare solo 5 presenze, a causa della rottura di un legamento del ginocchio destro durante la vittoriosa partita contro il Queens Park Rangers.
Frimpong comincia la stagione 2012-2013 all'Arsenal giocando in Coppa di Lega, per poi passare in prestito al Charlton per 6 settimane fino al 1º gennaio 2013, quindi il 25 gennaio 2013 va sempre in prestito ma al Fulham fino a fine stagione.
Il 31 gennaio 2014 viene acquistato a titolo definitivo dal Barnsley, formazione all'epoca militante in seconda serie. Esordisce con la nuova maglia in occasione del match contro lo Sheffield Wednesday, ma già al 30' minuto riceve un cartellino rosso per doppia ammonizione. La squadra biancorossa termina la stagione con una retrocessione in Football League One, così Frimpong viene svincolato.
Il 1º settembre 2014 firma un contratto triennale con l'Ufa, club militante nella Prem'er-Liga. Nella partita di esordio nel campionato russo, viene espulso al 31' minuto per aver rivolto un gestaccio ai tifosi dello Spartak Mosca in risposta a cori razzisti. Il 4 aprile 2016 rescinde consensualmente il contratto che lo legava all'Ufa.
Frimpong continua a giocare in Russia firmando con l'Arsenal Tula, ma vi resta solo per metà stagione, giocando poco (in campionato solo 95 minuti diluiti in tre presenze) e infine decidendo di rescindere. Nello stesso periodo (febbraio 2017) viene annunciato come rinforzo per il centrocampo dell'AFC Eskilstuna, società svedese che si apprestava a disputare il primo campionato in Allsvenskan nel corso della sua giovane storia. Già nel mese di agosto, con la squadra che nel frattempo occupava l'ultimo posto in classifica, rescinde il contratto per approdare a Cipro all'Ermis Aradippou.
Il 7 marzo 2019 con un post su Twitter ha annunciato il suo ritiro dal calcio giocato all'età di 27 anni, motivando la scelta con le conseguenze di un infortunio ai legamenti del ginocchio occorsogli nel novembre 2017.
Chiude la carriera con 82 partite di campionato ufficialmente disputate.

## Statistiche

### Presenze e reti nei club
Statistiche aggiornate al 4 aprile 2016.
| Stagione        | Squadra         | Campionato      | Campionato | Campionato | Coppe nazionali | Coppe nazionali | Coppe nazionali | Coppe continentali | Coppe continentali | Coppe continentali | Altre coppe | Altre coppe | Altre coppe | Totale | Totale |
| Stagione        | Squadra         | Comp            | Pres       | Reti       | Comp            | Pres            | Reti            | Comp               | Pres               | Reti               | Comp        | Pres        | Reti        | Pres   | Reti   |
| --------------- | --------------- | --------------- | ---------- | ---------- | --------------- | --------------- | --------------- | ------------------ | ------------------ | ------------------ | ----------- | ----------- | ----------- | ------ | ------ |
| 2011-gen. 2012  | Arsenal         | PL              | 6          | 0          | FACup+CdL       | 0+3             | 0               | UCL                | 5                  | 0                  | -           | -           | -           | 14     | 0      |
| gen.-giu. 2012  | Wolverhampton   | PL              | 5          | 0          | FACup+CdL       | 0+0             | 0               | -                  | -                  | -                  | -           | -           | -           | 5      | 0      |
| ago. 2012       | Arsenal         | PL              | 0          | 0          | FACup+CdL       | 0+2             | 0               | UCL                | 0                  | 0                  | -           | -           | -           | 2      | 0      |
| 2012-gen. 2013  | Charlton        | FLC             | 6          | 0          | FACup+CdL       | 0+0             | 0               | -                  | -                  | -                  | -           | -           | -           | 6      | 0      |
| gen.-giu. 2013  | Fulham          | PL              | 6          | 0          | FACup+CdL       | 0+0             | 0               | -                  | -                  | -                  | -           | -           | -           | 6      | 0      |
| 2013-gen. 2014  | Arsenal         | PL              | 0          | 0          | FACup+CdL       | 0+0             | 0               | UCL                | 0                  | 0                  | -           | -           | -           | 0      | 0      |
| Totale Arsenal  | Totale Arsenal  | Totale Arsenal  | 6          | 0          |                 | 5               | 0               |                    | 5                  | 0                  |             | -           | -           | 16     | 0      |
| gen.-giu. 2014  | Barnsley        | FLC             | 9          | 0          | FACup+CdL       | 0+0             | 0               | -                  | -                  | -                  | -           | -           | -           | 9      | 0      |
| 2014-2015       | Ufa             | PL              | 17         | 0          | CR              | 2               | 0               | -                  | -                  | -                  | -           | -           | -           | 19     | 0      |
| 2015-2016       | Ufa             | PL              | 8          | 0          | CR              | 1               | 0               | -                  | -                  | -                  | -           | -           | -           | 9      | 0      |
| Totale Ufa      | Totale Ufa      | Totale Ufa      | 25         | 0          |                 | 3               | 0               |                    | -                  | -                  |             | -           | -           | 28     | 0      |
| Totale carriera | Totale carriera | Totale carriera | 57         | 0          |                 | 8               | 0               |                    | 5                  | 0                  |             | -           | -           | 70     | 0      |

### Cronologia presenze e reti in nazionale
| Cronologia completa delle presenze e delle reti in nazionale ― Ghana | Cronologia completa delle presenze e delle reti in nazionale ― Ghana | Cronologia completa delle presenze e delle reti in nazionale ― Ghana | Cronologia completa delle presenze e delle reti in nazionale ― Ghana | Cronologia completa delle presenze e delle reti in nazionale ― Ghana | Cronologia completa delle presenze e delle reti in nazionale ― Ghana | Cronologia completa delle presenze e delle reti in nazionale ― Ghana | Cronologia completa delle presenze e delle reti in nazionale ― Ghana |
| Data                                                                 | Città                                                                | In casa                                                              | Risultato                                                            | Ospiti                                                               | Competizione                                                         | Reti                                                                 | Note                                                                 |
| -------------------------------------------------------------------- | -------------------------------------------------------------------- | -------------------------------------------------------------------- | -------------------------------------------------------------------- | -------------------------------------------------------------------- | -------------------------------------------------------------------- | -------------------------------------------------------------------- | -------------------------------------------------------------------- |
| 24-3-2013                                                            | Kumasi                                                               | Ghana                                                                | 4 – 0                                                                | Sudan                                                                | Qual. Coppa d'Africa 2015                                            | -                                                                    | 66’                                                                  |
| Totale                                                               |                                                                      | Presenze                                                             | 1                                                                    |                                                                      | Reti                                                                 | 0                                                                    |                                                                      |

## Palmarès

### Club

#### Competizioni giovanili
- FA Youth Cup: 1

Arsenal: 2008-2009